# Samarskoje (obwód rostowski)
Samarskoje (ros. Самарское) – wieś w Rosji, w obwodzie rostowskim, w rejonie azowskim. W 2021 liczyła 11 015 mieszkańców.